# Агиртрія білогорла
Аги́ртрія білогорла (Chrysuronia brevirostris) — вид серпокрильцеподібних птахів родини колібрієвих (Trochilidae). Мешкає в Південній Америці.

## Опис

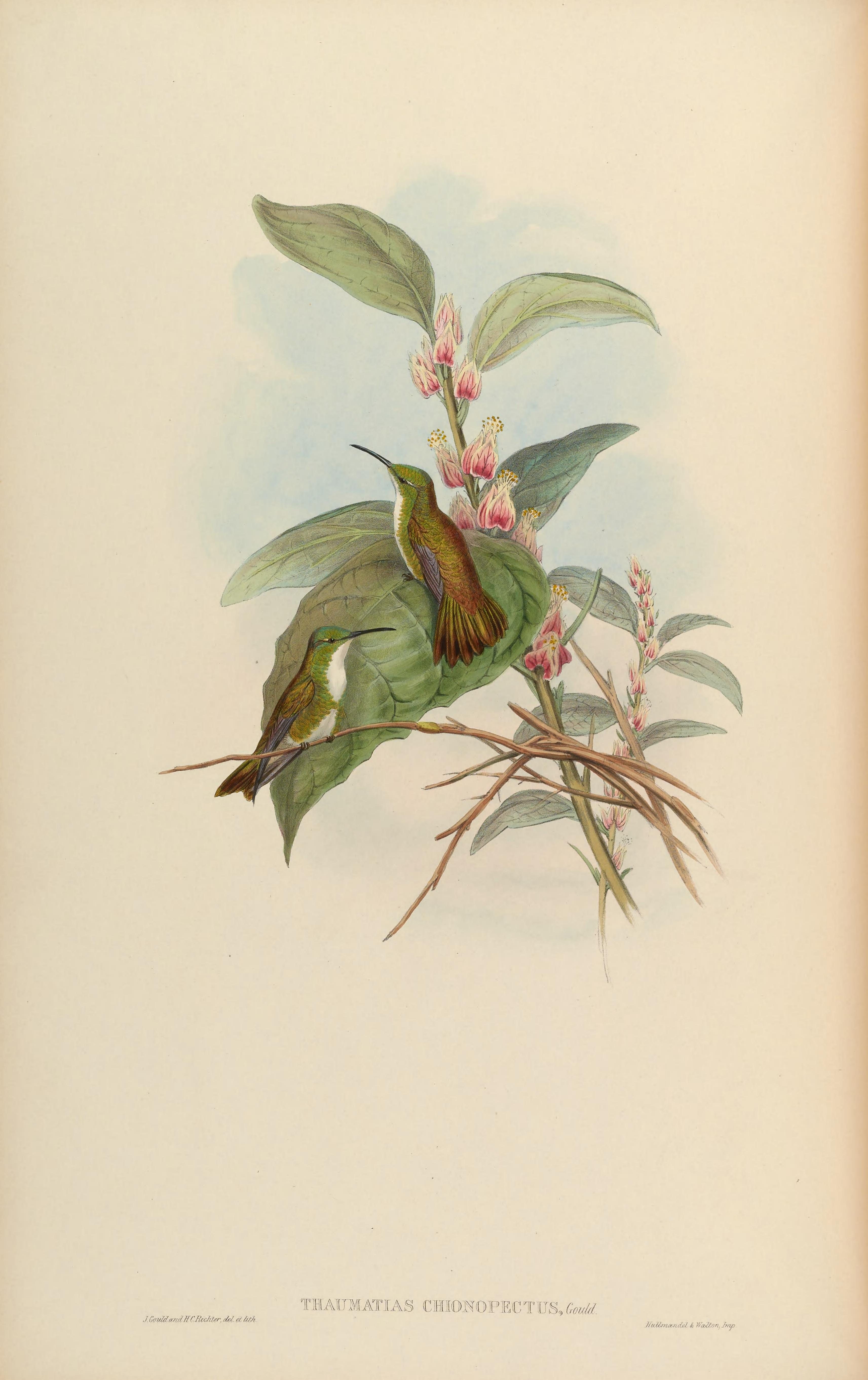
Білогорлі агиртрії (підвид C. b. chionopectus)

Довжина птаха становить 9-10 см, самці важать 4,6 г, самиці 4,4 г. У самців номінативного підвиду тім'я і щоки бірюзово-зелені, верхня частина тіла бронзово-зелена, блискуча, надхвістя мідно-руде. Центральні стернові пера мідні, крайні стернові пера бронзові або міднуваті з чорнуватою смугою на кінці. Нижня частина тіла біла, боки бронзово-зелені, нижні покривні пера хвоста золотисто-зелені з білими краями. Дзьоб короткий, прямий, чорний. У самиць крайні стернові пера мають сіруваті кінчики. Забарвлення молодих птахів подібне до забарвлення самиць, однак дзьоб знизу біля основи у них жовтуватий або червонуватий.
Представники підвиду C. b. chionopectus є більшими за представників номінативного підвиду, однак мають подібне забарвлення. Забарвлення представників підвиду C. b. orienticola є подібним до забарвлення представників номінативного підвиду, однак верхня частина тіла і боки у них більш темні і мають бронзовий відтінок.

## Підвиди
Виділяють три підвиди:
- C. b. chionopectus (Gould, 1859) — острів Тринідад;
- C. b. brevirostris (Lesson, RP, 1829) — від східної Венесуели до Гаяни, Суринаму і крайньої півночі Бразилії (Рорайма);
- C. b. orienticola Todd, 1942 — узбережжя Французької Гвіани.

## Поширення і екологія
Білогорлі агиртрії мешкають у Венесуелі, Гаяні, Суринамі, Французькій Гвіані, Бразилії та на Тринідаді і Тобаго. Вони живуть в тропічних лісах, в галерейних лісах, у вторинних і чагарникових заростях, в саванах і на полях, на висоті до 500 м над рівнем моря. Представники підвиду C. b. chionopectus віддають перевагу більш відкритим ландшафтам, таким як плантації какао, представники підвиду C. b. orienticola — прибережним заростям.
Білогорлі агиртрії живляться нектаром різноманітних квітучих рослин, а також дрібними комахами, яких збирають з рослинності або ловлять в польоті. Сезон розмноження у них триває з грудня по квітень. Гніздо чашоподібне, робиться з рослинних волокон, зовні покривається лишайником, розміщується на горизонтальній гілці, на висоті 1-7 м над землею. В кладці 2 яйця. Пташенята покидають гніздо через 20 дні після вилуплення.